# Académico de Viseu Futebol Clube
L'Académico de Viseu Futebol Clube, meglio noto come Académico de Viseu, è una società calcistica portoghese con sede nella città di Viseu. Milita nella LigaPro, la seconda divisione del campionato portoghese.

## Palmarès

### Competizioni nazionali
- Terceira Divisão: 1

2011-2012

### Altri piazzamenti
- Coppa del Portogallo:

Semifinalista: 2019-2020
- Coppa di Lega portoghese:

Semifinalista: 2022-2023
- Segunda Liga:

Terzo posto: 2017-2018

## Organico

### Rosa 2024-2025
Aggiornata al 14 gennaio 2025.
| N. |                          | Ruolo | Calciatore               |
| -- | ------------------------ | ----- | ------------------------ |
| 2  | Grecia (bandiera)        | D     | Nikos Michelīs           |
| 3  | Portogallo (bandiera)    | D     | João Pinto               |
| 4  | Portogallo (bandiera)    | D     | André Almeida (capitano) |
| 7  | Portogallo (bandiera)    | C     | Luís Silva               |
| 8  | Mali (bandiera)          | C     | Samba Koné               |
| 9  | Portogallo (bandiera)    | A     | Diogo Almeida            |
| 10 | Guinea-Bissau (bandiera) | C     | Famana Quizera           |
| 11 | Francia (bandiera)       | A     | Gautier Ott              |
| 12 | Argentina (bandiera)     | P     | Federico Gomes           |
| 14 | Germania (bandiera)      | C     | Soufiane Messeguem       |
| 16 | Guinea-Bissau (bandiera) | C     | Sori Mané                |
| 17 | Spagna (bandiera)        | C     | Nils Mortimer            |
| 18 | Turchia (bandiera)       | C     | Cihan Kahraman           |

| N. |                           | Ruolo | Calciatore      |
| -- | ------------------------- | ----- | --------------- |
| 23 | Mali (bandiera)           | C     | Issoufi Maïga   |
| 25 | Costa d'Avorio (bandiera) | D     | Mohamed Aidara  |
| 28 | Portogallo (bandiera)     | D     | Miguel Bandarra |
| 33 | Brasile (bandiera)        | A     | André Clovis    |
| 34 | Argentina (bandiera)      | C     | Alan Marinelli  |
| 55 | Portogallo (bandiera)     | D     | Henrique Gomes  |
| 58 | Brasile (bandiera)        | P     | Matheus Sampaio |
| 66 | Brasile (bandiera)        | D     | Igor Milioransa |
| 75 | Slovenia (bandiera)       | P     | Domen Gril      |
| 77 | Portogallo (bandiera)     | D     | Paulinho        |
| 78 | Portogallo (bandiera)     | C     | Simão Silva     |
| 88 | Brasile (bandiera)        | C     | Marquinho       |

### Rosa 2023-2024
Aggiornata al 6 giugno 2024.
| N. |                          | Ruolo | Calciatore               |
| -- | ------------------------ | ----- | ------------------------ |
| 1  | Portogallo (bandiera)    | P     | João Monteiro            |
| 3  | Portogallo (bandiera)    | D     | João Pinto               |
| 4  | Portogallo (bandiera)    | D     | André Almeida (capitano) |
| 5  | Brasile (bandiera)       | D     | Arthur Chaves            |
| 6  | Germania (bandiera)      | C     | Soufiane Messeguem       |
| 7  | Brasile (bandiera)       | A     | Yuri Araújo              |
| 8  | Mali (bandiera)          | C     | Samba Koné               |
| 9  | Austria (bandiera)       | A     | Daniel Nussbaumer        |
| 10 | Guinea-Bissau (bandiera) | C     | Famana Quizera           |
| 11 | Francia (bandiera)       | A     | Gautier Ott              |
| 12 | Argentina (bandiera)     | P     | Federico Gomes           |
| 14 | Brasile (bandiera)       | D     | Kauã Vinicius            |
| 15 | Brasile (bandiera)       | D     | Bruno Ramos              |
| 16 | Guinea-Bissau (bandiera) | C     | Sori Mané                |
| 17 | Portogallo (bandiera)    | A     | Rodrigo Pereira          |
| 18 | Turchia (bandiera)       | C     | Cihan Kahraman           |
| 20 | Bulgaria (bandiera)      | A     | Stivăn Petkov            |

| N. |                       | Ruolo | Calciatore             |
| -- | --------------------- | ----- | ---------------------- |
| 21 | Haiti (bandiera)      | D     | Jeppe Simonsen         |
| 22 | Burundi (bandiera)    | C     | Christophe Nduwarugira |
| 28 | Portogallo (bandiera) | D     | Miguel Bandarra        |
| 30 | Francia (bandiera)    | A     | Daniel Labila          |
| 33 | Brasile (bandiera)    | A     | André Clovis           |
| 51 | Senegal (bandiera)    | P     | Momo Mbaye             |
| 52 | Portogallo (bandiera) | D     | Francisco Machado      |
| 55 | Portogallo (bandiera) | C     | Tomás Silva            |
| 58 | Brasile (bandiera)    | P     | Matheus Sampaio        |
| 66 | Brasile (bandiera)    | D     | Igor Milioransa        |
| 72 | Portogallo (bandiera) | D     | Júlio Gil              |
| 75 | Slovenia (bandiera)   | P     | Domen Gril             |
| 77 | Portogallo (bandiera) | D     | Henrique Gomes         |
| 79 | Portogallo (bandiera) | A     | Miguel Sena            |
| 80 | Panama (bandiera)     | C     | Jovani Welch           |
| 88 | Brasile (bandiera)    | C     | Marquinho              |
| 94 | Portogallo (bandiera) | D     | Gabriel Araújo         |

### Rosa 2022-2023
Aggiornata al 10 ottobre 2022.
| N. |                       | Ruolo | Calciatore             |
| -- | --------------------- | ----- | ---------------------- |
| 1  | Portogallo (bandiera) | P     | Ricardo Janota         |
| 2  | Brasile (bandiera)    | D     | Ícaro                  |
| 4  | Portogallo (bandiera) | D     | André Almeida          |
| 5  | Brasile (bandiera)    | D     | Arthur Chaves          |
| 6  | Portogallo (bandiera) | D     | Vítor Bruno            |
| 7  | Brasile (bandiera)    | C     | Yuri Araújo            |
| 8  | Honduras (bandiera)   | C     | Jonathan Toro          |
| 9  | Austria (bandiera)    | A     | Daniel Nussbaumer      |
| 10 | Portogallo (bandiera) | C     | Famana Quizera         |
| 11 | Francia (bandiera)    | D     | Gautier Ott            |
| 12 | Argentina (bandiera)  | A     | Ricardo Ramírez        |
| 13 | Portogallo (bandiera) | C     | Capela                 |
| 14 | Brasile (bandiera)    | D     | Kauã Oliveira          |
| 21 | Brasile (bandiera)    | D     | Kayque Ryann           |
| 22 | Burundi (bandiera)    | C     | Christophe Nduwarugira |

| N. |                       | Ruolo | Calciatore         |
| -- | --------------------- | ----- | ------------------ |
| 25 | Portogallo (bandiera) | D     | Rafael Bandeira    |
| 27 | Spagna (bandiera)     | C     | Javier Currás      |
| 28 | Portogallo (bandiera) | D     | Tiago Mesquita     |
| 30 | Francia (bandiera)    | A     | Daniel Labila      |
| 33 | Brasile (bandiera)    | A     | André Clovis       |
| 51 | Senegal (bandiera)    | P     | Mouhamed Mbaye     |
| 55 | Portogallo (bandiera) | C     | Tomás Silva        |
| 66 | Brasile (bandiera)    | D     | Igor Milioransa    |
| 73 | Germania (bandiera)   | C     | Roberto Massimo    |
| 75 | Slovenia (bandiera)   | P     | Domen Gril         |
| 77 | Portogallo (bandiera) | C     | Luisinho           |
| 88 | Angola (bandiera)     | C     | Paná               |
| 99 | Portogallo (bandiera) | P     | João Monteiro      |
|    | Germania (bandiera)   | C     | Soufiane Messeguem |

### Rosa 2021-2022
Aggiornata al 22 novembre 2021.
| N. |                           | Ruolo | Calciatore         |
| -- | ------------------------- | ----- | ------------------ |
| 1  | Portogallo (bandiera)     | P     | Ricardo Janota     |
| 3  | Portogallo (bandiera)     | D     | João Pica          |
| 4  | Portogallo (bandiera)     | D     | Tiago Correia      |
| 5  | Nigeria (bandiera)        | D     | Musa Yahaya        |
| 6  | Portogallo (bandiera)     | D     | Vítor Bruno        |
| 7  | Brasile (bandiera)        | C     | Yuri Araújo        |
| 9  | Costa d'Avorio (bandiera) | A     | Ahmed Desire Titty |
| 10 | Portogallo (bandiera)     | C     | André Carvalhas    |
| 11 | Germania (bandiera)       | C     | Abdulkerim Çakar   |
| 14 | Portogallo (bandiera)     | C     | Fernando Ferreira  |
| 15 | Portogallo (bandiera)     | A     | André Claro        |
| 16 | Germania (bandiera)       | A     | Roberto Massimo    |
| 17 | Colombia (bandiera)       | C     | Carlos Rentería    |
| 18 | Guinea-Bissau (bandiera)  | A     | Romy Silva         |

| N. |                       | Ruolo | Calciatore        |
| -- | --------------------- | ----- | ----------------- |
| 21 | Portogallo (bandiera) | A     | João Vasco        |
| 23 | Capo Verde (bandiera) | C     | Ericson           |
| 24 | Portogallo (bandiera) | D     | Nuno Tomás        |
| 26 | Austria (bandiera)    | A     | Daniel Nussbaumer |
| 28 | Portogallo (bandiera) | D     | Tiago Mesquita    |
| 33 | Portogallo (bandiera) | D     | Pedro Monteiro    |
| 51 | Senegal (bandiera)    | P     | Mouhamed Mbaye    |
| 66 | Brasile (bandiera)    | D     | Igor Milioransa   |
| 75 | Slovenia (bandiera)   | P     | Domen Gril        |
| 77 | Portogallo (bandiera) | C     | Luisinho          |
| 79 | Portogallo (bandiera) | C     | Miguel Sena       |
| 88 | Angola (bandiera)     | C     | Paná              |
| 90 | Ghana (bandiera)      | A     | Paul Ayongo       |
| 96 | Brasile (bandiera)    | P     | Lúcio             |

### Rosa 2020-2021
Aggiornata al 14 marzo 2021.
| N. |                       | Ruolo | Calciatore        |
| -- | --------------------- | ----- | ----------------- |
| 1  | Portogallo (bandiera) | P     | Ricardo Janota    |
| 2  | Portogallo (bandiera) | D     | Rafael Melo       |
| 3  | Portogallo (bandiera) | D     | João Pica         |
| 4  | Portogallo (bandiera) | D     | Fábio Santos      |
| 5  | Portogallo (bandiera) | C     | Diogo Santos      |
| 7  | Brasile (bandiera)    | C     | Yuri Araújo       |
| 8  | Argentina (bandiera)  | C     | Jere Rodríguez    |
| 9  | Australia (bandiera)  | A     | Anthony Carter    |
| 10 | Portogallo (bandiera) | C     | André Carvalhas   |
| 11 | Portogallo (bandiera) | C     | Bruninho          |
| 12 | Portogallo (bandiera) | P     | Ricardo Fernandes |
| 13 | Capo Verde (bandiera) | D     | Mathaus           |
| 14 | Portogallo (bandiera) | C     | Fernando Ferreira |

| N. |                          | Ruolo | Calciatore     |
| -- | ------------------------ | ----- | -------------- |
| 15 | Portogallo (bandiera)    | D     | Jorge Miguel   |
| 17 | Corea del Sud (bandiera) | C     | Sena Yang      |
| 21 | Portogallo (bandiera)    | A     | João Vasco     |
| 22 | Portogallo (bandiera)    | D     | Joel Monteiro  |
| 23 | Portogallo (bandiera)    | C     | Bruno Loureiro |
| 27 | Portogallo (bandiera)    | D     | Filipe Soares  |
| 28 | Portogallo (bandiera)    | D     | Tiago Mesquita |
| 77 | Portogallo (bandiera)    | C     | Luisinho       |
| 80 | Capo Verde (bandiera)    | C     | Kelvin Medina  |
| 88 | Angola (bandiera)        | C     | Paná           |
| 90 | Ghana (bandiera)         | A     | Paul Ayongo    |
| 98 | Portogallo (bandiera)    | P     | Elísio Pais    |
|    | Portogallo (bandiera)    | D     | Diogo Bondoso  |